# John Snagge
John Derrick Mordaunt Snagge, né le 8 mai 1904 et mort le 25 mars 1996, est un journaliste britannique qui a été pendant longtemps présentateur de nouvelles à la BBC Radio.